# Tom-Tom
Tom-Tom je bila slovenska glasbena skupina, ustanovljena je bila 1989.
Duet Tom-Tom sta ustanovila vokalist ter kitarist Tomo Jurak in klaviaturist Tomaž Žontar po razpadu skupine Gu-Gu.
Duet je izvajal predvsem zimzeleno glasbo šestdesetih v modernejši preobleki.
Največji uspeh dueta je pesem Zvezde vedo, ki je na festivalu Pop delavnica 1989 dosegla drugo mesto po glasovanju slovenskih radijskih postaj.